# گریگور شقتایاگیر
گریگور شقتایاگیر (ارمنی: Գրիգոր Զ. Շիրավանցի (Շղթայակիր)؛ (ارمنی غربی: Գրիգոր Շղթայակիր Պատրիարք؛ انگلیسی: Grigor Šłtayakir "Širuantsi" زادهٔ ۱۶۶۹ - درگذشته ۱۷۴۹)، روحانی اهل ارمنستان بود که بین‌ سال‌های 1715 تا 1749 سمت  پاتریارک اورشلیم را برعهده داشت.

## زندگی‌نامه
وی در ۱۶۶۹ به دنیا آمد و در دانشگاه آمردول در باغیش (بیتلیس) تحصیل نمود.
و بعداً از سال ۱۷۱۹ تا ۱۷۱۵ راهب کل صومعه کاراپت مقدس تارون (شمال غربی موش) شد. در سال ۱۷۱۷ او به عنوان پاتریارک اورشلیم منصوب شد، جایی که تنها در سال ۱۷۲۱ پس از آغاز کمپینی برای بازپرداخت بدهی‌های عظیم پاتریارک به آنجا رسید. او تقریباً یک دهه زنجیری را حمل می‌کرد، تا اینکه کمپینش با موفقیت به پایان رسید؛ از این رو لقب او «شقتایاگیر» (زنجیردار) بود. او چهار سال را در کنستانتینوپل (۱۷۳۶–۱۷۴۰) گذراند و از حقوق جامعه ارمنی در درگیری‌های دائمی با یونانیان و لاتین‌ها بر سر اماکن مقدس دفاع کرد. در ۱۷۴۹ در سن ۸۰ سالگی در اورشلیم درگذشت.

## نگارخانه

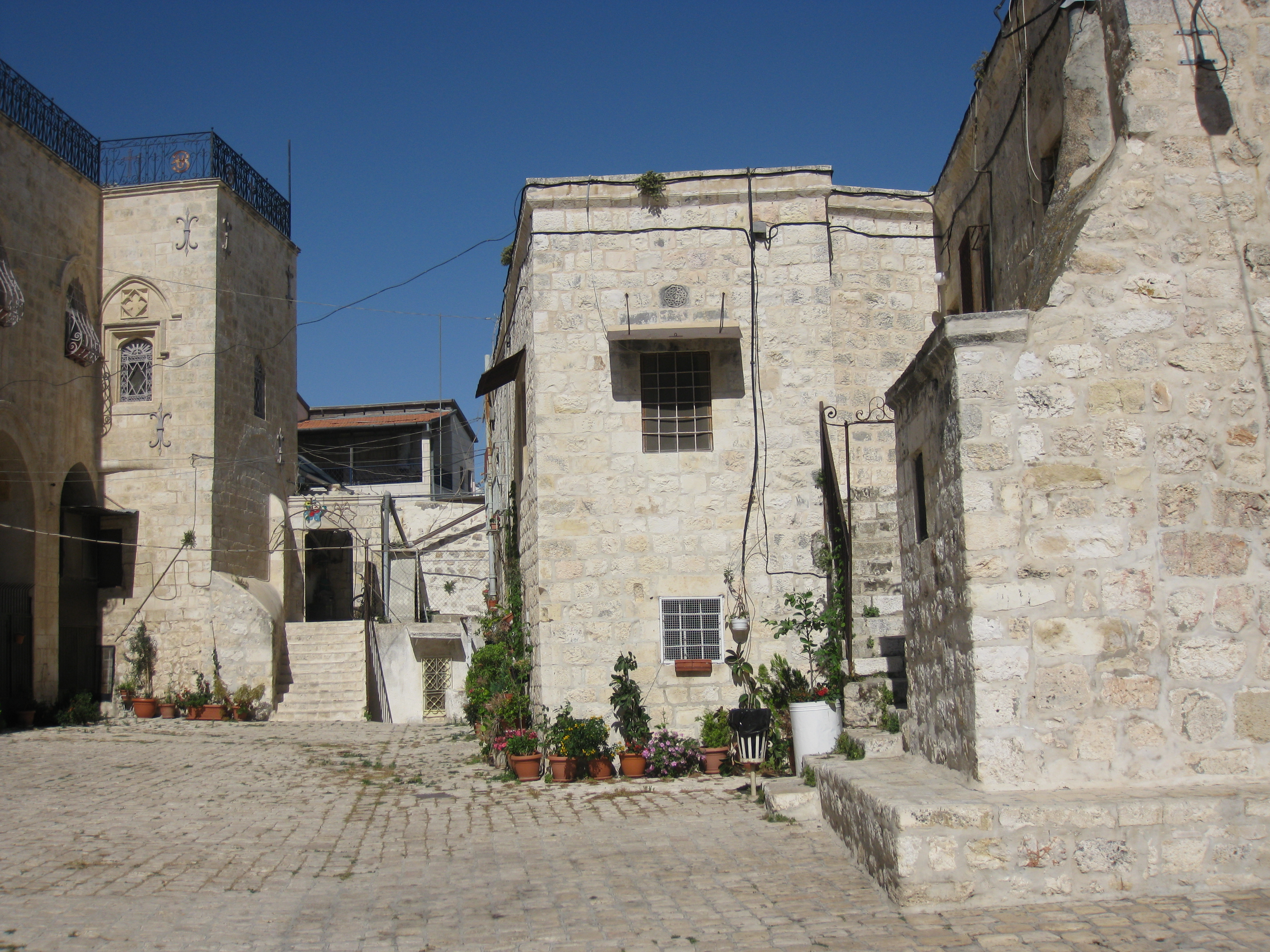
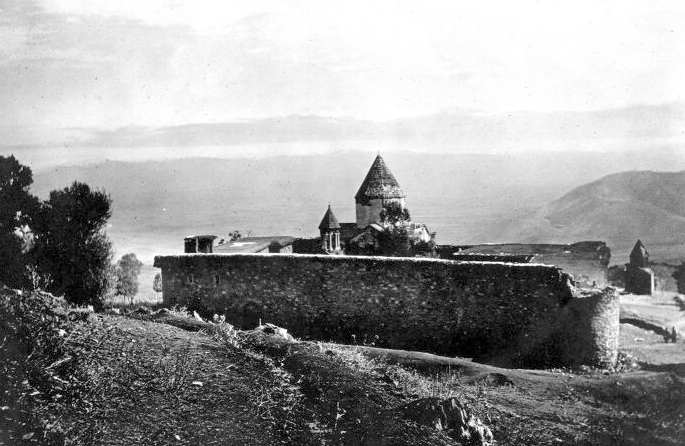